# Wampusirpi
Wampusirpi (chiamato anche Wampusirpe) è un comune dell'Honduras facente parte del dipartimento di Gracias a Dios.